# Lijst van Surinaamse ministeries
Hieronder volgt de lijst van Surinaamse ministeries, inclusief opgeheven ministerie, evenals lijsten van ministers uit de Surinaamse politieke geschiedenis. 

## Ministeries

### Huidig
Hieronder staan de ministeries sinds 2025. Zie het kabinet-Simons voor de huidige bezetting per ministerie.
- Ministerie van Binnenlandse Zaken (Suriname)
- Ministerie van Buitenlandse Zaken, Internationale Handel en Samenwerking
- Ministerie van Defensie (Suriname)
- Ministerie van Economische Zaken (Suriname)
- Ministerie van Financiën en Planning
- Ministerie van Grondbeleid en Bosbeheer
- Ministerie van Jeugd- en Sportzaken
- Ministerie van Justitie en Politie
- Ministerie van Landbouw, Veeteelt en Visserij
- Ministerie van Natuurlijke Hulpbronnen
- Ministerie van Olie, Gas en Milieu
- Ministerie van Onderwijs, Wetenschap en Cultuur
- Ministerie van Openbare Werken en Ruimtelijke Ordening
- Ministerie van Regionale Ontwikkeling (Suriname)
- Ministerie van Sociale Zaken en Volkshuisvesting
- Ministerie van Transport, Communicatie en Toerisme
- Ministerie van Volksgezondheid, Welzijn en Arbeid

### Opgeheven
Hier gaat het meestal om ministeries die zijn ondergebracht bij andere ministeries:
- Ministerie van Arbeid, Werkgelegenheid en Jeugdzaken
- Ministerie van Planning en Ontwikkelingssamenwerking
- Ministerie van Ruimtelijke Ordening en Milieu
- Ministerie van Ruimtelijke Ordening, Grond- en Bosbeheer

## Lijsten van regeringsleiders
Suriname kende tot 1975 premiers en vicepremiers, tussen 1975 en 1987 presidenten en premiers en sinds 1987 presidenten en vicepresidenten.
- Lijst van premiers van Suriname
- Lijst van vicepremiers van Suriname
- Lijst van presidenten van Suriname
- Lijst van vicepresidenten van Suriname

## Lijsten van Ministers
Hieronder staan de lijsten van ministers per vakgebied. Soms zijn vakgebieden onderbracht in één ministerie.
- Lijst van Surinaamse ministers van Arbeid
- Lijst van Surinaamse ministers van Binnenlandse Zaken
- Lijst van Surinaamse ministers van Buitenlandse Zaken
- Lijst van Surinaamse ministers van Defensie
- Lijst van Surinaamse ministers van Economische Zaken
- Lijst van Surinaamse ministers van Financiën
- Lijst van Surinaamse ministers van Justitie en Politie
- Lijst van Surinaamse ministers van Landbouw, Veeteelt en Visserij
- Lijst van Surinaamse ministers van Natuurlijke Hulpbronnen
- Lijst van Surinaamse ministers van Onderwijs
- Lijst van Surinaamse ministers van Openbare Werken
- Lijst van Surinaamse ministers van Planning en Ontwikkelingssamenwerking
- Lijst van Surinaamse ministers van Regionale Ontwikkeling
- Lijst van Surinaamse ministers van Ruimtelijke Ordening, Grond- en Bosbeheer
- Lijst van Surinaamse ministers van Sociale Zaken en Volkshuisvesting
- Lijst van Surinaamse ministers van Sport- en Jeugdzaken
- Lijst van Surinaamse ministers van Transport, Communicatie en Toerisme
- Lijst van Surinaamse ministers van Volksgezondheid
- Lijst van bewindslieden onder Ronald Venetiaan